# Helichrysum odoratissimum
Helichrysum odoratissimum là một loài thực vật có hoa trong họ Cúc. Loài này được (L.) Sweet mô tả khoa học đầu tiên năm 1826.